# Ilona llega con la lluvia
Ilona llega con la lluvia és una pel·lícula dramàtica coproduïda entre Colòmbia, Itàlia i Espanya, estrenada el 1996 i dirigida per Sergio Cabrera. Basada en la novel·la homònima d'Álvaro Mutis, és protagonitzada per Margarita Rosa de Francisco, Imanol Arias, Pastora Vega, Davide Riondino, Humberto Dorado, Antonino Iuorio, José Luis Borau i Fausto Cabrera.

## Sinopsi
La pel·lícula narra la història d'amor entre Ilona, una bella dona liberal amb Maqroll el Gaviero, un personatge familiar en totes les obres d'Álvaro Mutis, i Abdul Bashur, un ciutadà libanès dedicat a recórrer el món.

## Repartiment
- Margarita Rosa de Francisco
- Imanol Arias
- Pastora Vega
- Davide Riondino
- Humberto Dorado
- Antonino Iuorio
- José Luis Borau
- Erika Schütz
- Lianna Grethel
- Fausto Cabrera

## Reconeixements
Va ser nominada al Lleó d'Or a la 53a Mostra Internacional de Cinema de Venècia i a l'Espiga d'Or a la Setmana Internacional de Cinema de Valladolid en 1996.